# Sociální bublina
Sociální bubliny jsou segmenty společnosti, které jsou zapouzdřeny ve svých bublinách. Fenomén segregace je starší než pojem sociální bublina. V digitálním světě je segregace viditelnější, a vznikla potřeba tento jev znovu pojmenovat. Existence bublin je posílena 1) ztrátou některých tradičních hodnot: víra, národ apod. a 2) nedocením evropských hodnot.

## Lhostejnost a nechuť
Obyvatelé měst se stabilními vyššími příjmy nezaregistrují informaci o rušení vesnických maloobchodů. Informace o zavedení palivových příplatků u letecké společnosti ale bude v jejich bublině rezonovat. V tomto případě bychom vystačili i s termíny staršími: život ve skleníku skleníku nebo ve slonovinové věži. Nejde o zpracovávání informací podle klíče pravdivý/nepravdivý, ale o selekci zajímá/nezajímá. Tedy jistou lhostejnost způsobenou zahlceností vlastními problémy.
Informace (tvrzení) často nejsou podrobena kritice z důvodu pohodlnosti, předsudků, indoktrinace nebo intelektuálních limitů. Vzniká tak skupina lidí, která se řídí zdravým selským rozumem, lidí, kteří „vědí svoje“. Vzniká tak bublina, pro kterou je charakteristické nerozlišování mezi názorem a kvalifikovaným názorem, bublina která nerespektuje autority.

## Vznik bublin
Sociální bubliny bývají označovány za spoluviníka tzv. rozdělené společnosti. Tyto úvahy často zaměňují příčinu a následek. Označují bubliny jako příčinu názorových rozdílů. Ve skutečnosti právě díky názorovým rozdílům sociální bubliny vznikly. 

Polarizace společnosti v první dekádě 21. století bývá často popisována jako politický problém.

Sociální bublina (nebo v kontextu internetu filtrová bublina, názorová bublina) je následkem:
- politických, sociálních nebo kulturních rozdílů mezi jednotlivými skupinami společnosti
- přirozenou preferencí upřednostňovat informace a jejich interpretace, které podporují vlastní názor
- ignorance vlastních intelektuálních limitů na straně jedné[2] a sociální necitlivost na straně druhé
- preference komunikace prostřednictvím sociálních sítí

## Zajímavost
S verzí tohoto článku z 15. 6. 2019, 09:20 pracuje blog iDNES.cz.

## Historie

### Starověk
Velké kulturní, intelektuální a sociální rozdíly významně formovaly historii už od vzniku prvních států. Potyčky mezi jednotlivými národy starověku byly po většinou otázkou rozdílné kultury. Často tedy nešlo primárně o rasovou, náboženskou nebo ekonomickou rozdílnost, tyto rozdíly pro řadu válek souhrnně zařadit pod jinou kulturu celkově (takzvané myšlení „my a oni“). Někteří sociologové se tak vymezují proti častému pohledu, podle kterého bylo většina válek způsobeno náboženstvím: Charles Phillips a Alan Axelrod ve svém díle Encyklopedie válek určili ze 1763 vybraných důležitých válečných konfliktů pouze 123, tedy necelých 7 procent (2 % z mrtvých) jako takové, jejichž příčinou bylo náboženství, historie podle nich svědčí spíše o národech pokoušejících se ovládat jiné národy (jako nejvýraznější případ uvádí velké antické dobyvatele jakými byli Římané, Egypťané, Babyloňané, Peršané či Řekové.

### Středověk a novověk
Celý středověk byl poznamenán učením o trojím lidu, které vůbec filosofický smysl života „pracujících“ - rolníků a řemeslníků - stavěl na úroveň služebníků, v literatuře byli často spojováni s nečistotou, hříšností a nedokonalostí. Velkým posunem byla francouzská revoluce (a další revoluce a povstání rolníků, které inspirovala): v momentě, kdy rolnická třída nabrala dostatečnou podporu, nezřídka pozorujeme totiž obrácení těchto hodnot a kritika bohatých, šlechticů a kapitalismu znovu nabere na oprátkách, což se projevuje i v klasicistní a romantické literatuře, později se kritika a perzekuce „šlechtické třídy“ dostane i do filosofie nacismu a komunismu.
Dalším předělem, který potlačil výhody sociálního kapitálu aristokracie byla industrializace. Ústavně byla ukotvena v řadě států rovnost „urozené“ a „neurozené“ populace až (včetně českých zemí) na začátku 20. století v důsledku nástupu demokracie po první světové válce.

### Moderní dějiny
Ideologické války 20. století měly často kontext sociálních rozdílů, na povrch však vykazovaly zájem o rovnost lidí jak demokracie, tak nacismus a komunismus. Nacismus (původně národní socialismus) se však pokoušel sjednotit „nadlidi“ (Übermensch v pojetí Hitlera) a lidi vybraných ras, náboženství, ideologií a fyzických postižení za lidi nepovažoval. Komunismus (respektive socialismus) ve východním bloku například úspěšně rozděloval prostory pro bydlení, v praxi však byly možnosti studia, práce i svobodného pohybu opět silně zatíženy ideologickou příslušností.
Monarchové i aristokracie hrají od roku 1918 v demokratických státech pouze symbolickou roli (přestože například ve Spojeném království stále mají obě uznána významná politická práva), na vzniku rovných příležitostí se kromě demokratických vlád podílí také terciarizace (přesun pracovních příležitostí do sektoru služeb) v důsledku vědeckého a technologického pokroku. V rozvojových zemích však stále mají „lépe narozené“ děti o poznání příznivější studijní a pracovní příležitosti.

### Současnost
O vzniku sociálních bublin a souvisejícím riziku postupného snižování sociální koheze se začíná mluvit v souvislosti s existencí sociálních sítí, zejména Facebooku. Podle českého sociologa Jana Hartla se tento problém může zhoršovat; lze mu předejít vystupováním z virtuálního světa a udržováním mezilidských vztahů mimo sociální sítě.
Podle některých výzkumů sociální bubliny mohou bránit odhalování dezinformací a svobodnému dialogu, který je podmínkou demokracie. Lidé mají tendenci se zatvrdit a spíše obviňovat toho, kdo jejich představu vyvrací, že slouží nějakým zájmům.
Tendenci člověka upřednostňovat ty informace a interpretace, které podporují jeho vlastní názor popisuje článek konfirmační zkreslení.
Zvláště v rozvojových zemích se mluví také o tom, že společnost je rozdělena tzv. digitální propastí - fenomén, že lidé (následně i země) s přístupem na internet mají výrazně lepší životní podmínky (a také se sociálně vymezují), než jedinci bez přistupu na internet. Sociologové však tento problém převážně popisují jako dočasnou situaci.